# Tzintzuntzan
Tzintzuntzan ist eine Kleinstadt mit knapp 4000 Einwohnern und Hauptort einer Gemeinde (municipio) mit etwa 12.000 Einwohnern im Bundesstaat Michoacán in Mexiko. Tzintzuntzan ist vor allem als ehemalige Hauptstadt der Purépecha bzw. der Tarasken bekannt. Der Name des Ortes stammt vom taraskischen Wort Ts'intsuntsani („Ort der Kolibris“) ab. Tzintzuntzan ist wegen seiner präkolonialen sowie kolonialzeitlichen Bauten als Pueblo Mágico eingestuft.

## Lage und Klima
Tzintzuntzan liegt auf ca. 2050 m Höhe im Tarascan Plateau etwa 17 km (Fahrtstrecke) nördlich von Pátzcuaro am Pátzcuaro-See im mexikanischen Bundesstaat Michoacán. Morelia, die Hauptstadt des Bundesstaats, liegt etwa 50 km östlich; Mexiko-Stadt ist ca. 350 km in östlicher Richtung entfernt. Das Hochlandklima ist gemäßigt bis mild; Regen (ca. 1300–1600 mm/Jahr) fällt hauptsächlich in den Monaten Juni bis Oktober.

## Bevölkerung
| Jahr      | 2000 | 2010 | 2020 |
| Einwohner | 3150 | 3534 | 3830 |

Der überwiegende Teil der Bevölkerung ist indianischer Abstammung; zahlreich sind auch Mestizen. Gesprochen wird jedoch zumeist Spanisch.

## Wirtschaft
Heute ist der Ort eine Kleinstadt, deren Bewohner hauptsächlich vom Tourismus und vom Fischfang leben.

## Geschichte
Die Siedlung wurde um das Jahr 1325 von den aus dem Norden eingewanderten Purépecha gegründet. Nachdem zunächst Pátzcuaro das Zentrum des Púrépecha-Reiches war, verlagerte sich die Macht in der Mitte des 15. Jahrhunderts nach Tzintzuntzan. Das Reich wuchs weiter und hielt den Angriffen des benachbarten Aztekenreiches bis zur Ankunft der Spanier stand. Im Jahr 1530 eroberte ein ca. 6000 Mann starkes Heer unter der Führung von Nuño Beltrán de Guzmán die Region. Der Herrscher von Tzintzuntzan ergab sich den Spaniern, da er dem Schicksal der Azteken entgehen wollte, deren Hauptstadt Tenochtitlan zerstört wurde. Während seiner Glanzzeit hatte der Ort annähernd 40.000 Einwohner. 

## Sehenswürdigkeiten
- Vom Ex-Convento de Santa Ana stehen noch die dem hl. Franziskus geweihte Kirche sowie zwei „offene Kapellen“ (capillas abiertas); auch die übrigen Klostergebäude sind noch weitgehend intakt bzw. gut restauriert.

Archäologische Stätte
- Auf einer Anhöhe ca. 1,5 km südöstlich des Ortes stehen noch die Ruinen des zeremoniellen Zentrums der alten Hauptstadt der Purépecha – sieben Yácatas, regionaltypische Pyramiden mit leicht gestuften Seitenwänden und einem aus Rechteck und Kreis an der Längsseite gebildeten Grundriss.[2]

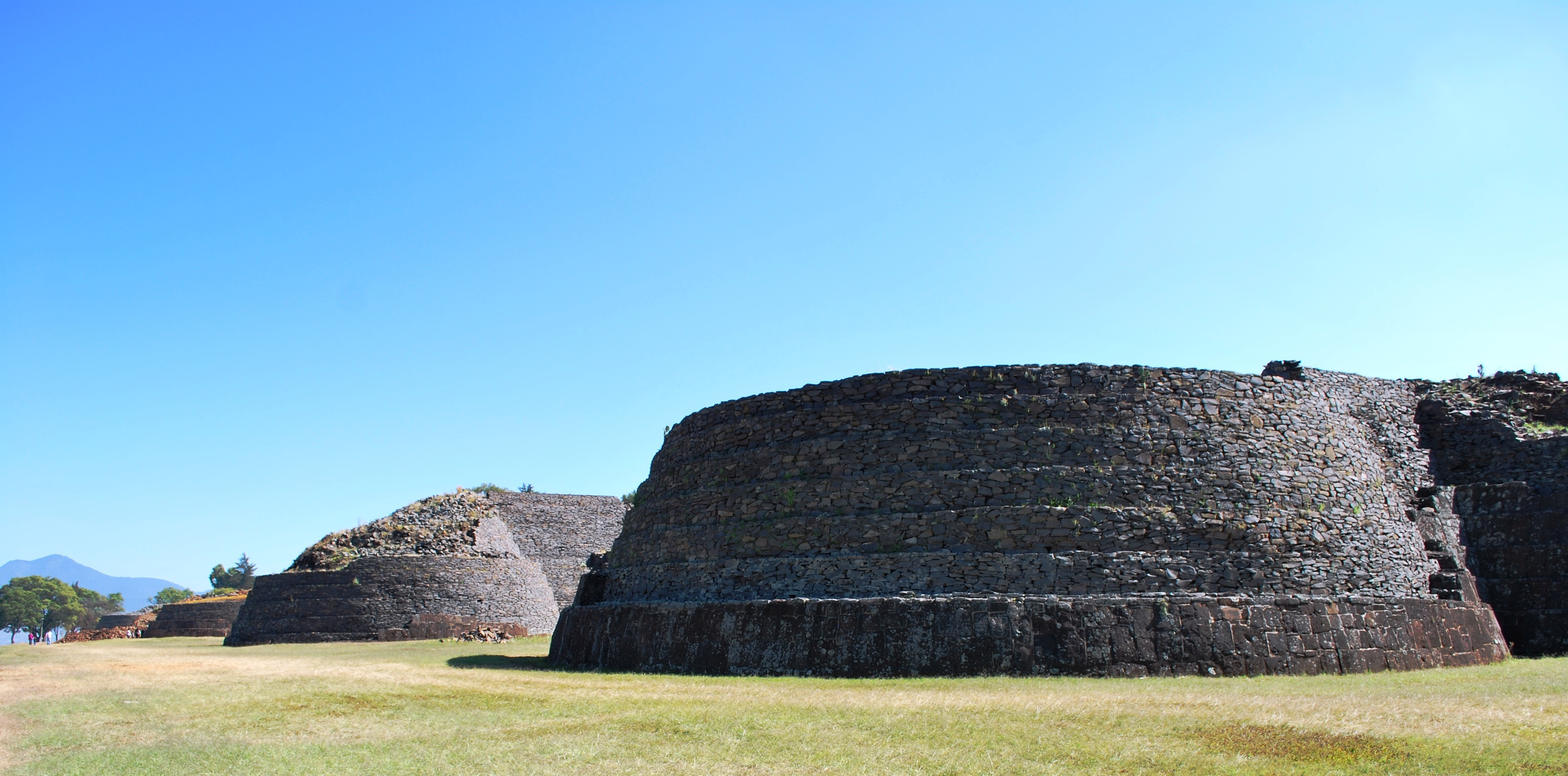
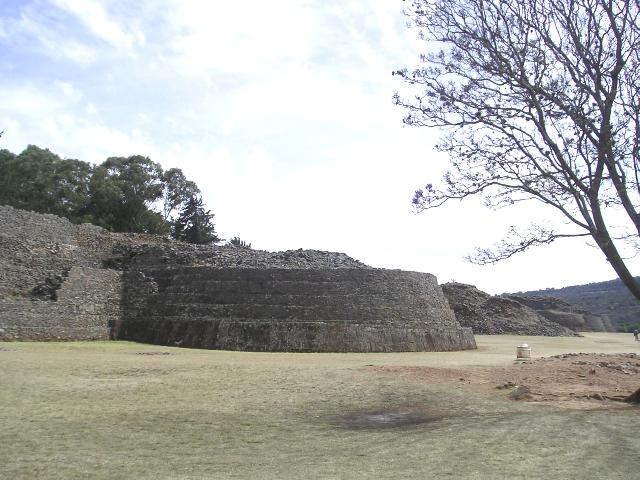
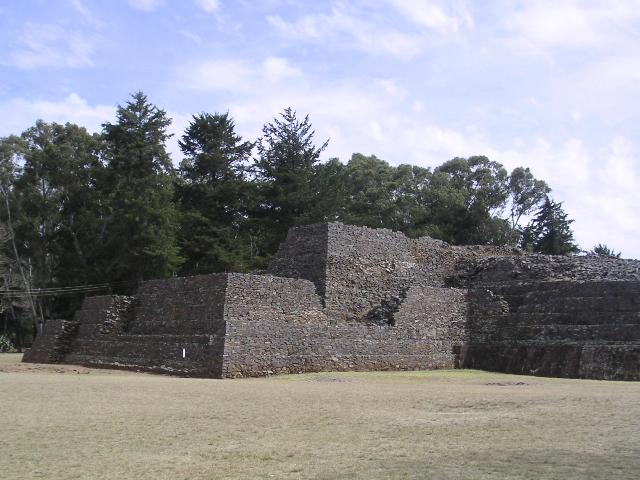
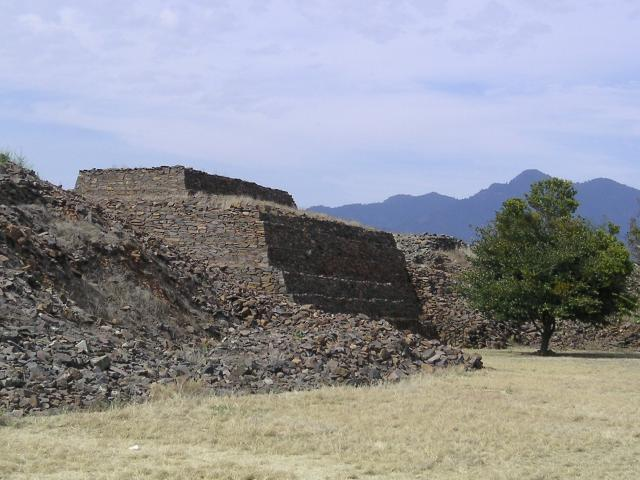